# حارة قبة جباري (صنعاء)
حارة قبة جباري هي إحدى حارات حي شعوب بمديرية شعوب إحدى مديريات العاصمة اليمنية صنعاء، بلغ تعداد سكانها 1307 نسمة حسب تعداد اليمن لعام 2004.